# Piotr Czarnecki
Piotr Czarnecki (* 6. Juni 1956 in Krakau) ist ein polnischer Politiker (SP, UP). Von 1991 bis 1997 gehörte er dem Sejm in der I. und II. Wahlperiode an.

## Leben und Beruf
Nachdem Czarnecki 1976 seine Ausbildung im Bereich Steuerungs- und Messtechnik sowie Industrieautomatisierung an der Fachschule für Metallurgie und Mechanik in Nowa Huta beendet hatte, begann er in der Lenin-Hütte in Nowa Huta zu arbeiten. 1991 wurde er dort zum stellvertretenden Betriebsratsvorsitzenden gewählt.

## Politik
Czarnecki war Mitbegründer der unabhängigen Gewerkschaft Solidarność im Automatisierungswerk der Lenin-Hütte in Nowa Huta. 1981 war er Mitglied des Prüfungsausschusses der Gewerkschaft.
In der Wendezeit beteiligte er sich an der Gründung der Solidarność Pracy (SP). Er gehörte dem nationalen Vorstand der Partei an und war Vorsitzender der Krakauer Parteigliederung. Bei der ersten vollständig freien Parlamentswahl 1991 wurde er als deren Vertreter in den Sejm gewählt. 1992 vereinigte sich die SP mit kleineren sozialdemokratischen Parteien zur Unia Pracy (UP). Für die UP wurde er 1993 wiederum zum Abgeordneten gewählt. Nachdem die UP bei der Parlamentswahl 1997 mit 4,7 % der Stimmen knapp an der 5-%-Hürde gescheitert war, schied er aus dem Sejm aus. 1998 verließ er gemeinsam mit Ryszard Bugaj die UP, da er mit dem Kurs der neuen Parteispitze um Aleksander Małachowski und Marek Pol, die eine Annäherung an die Sojusz Lewicy Demokratycznej forcierten, nicht einverstanden war. 2007 trat er der „Ruch na rzecz Demokracji“ bei.